# Igreja de São Nicolau (Pisa)

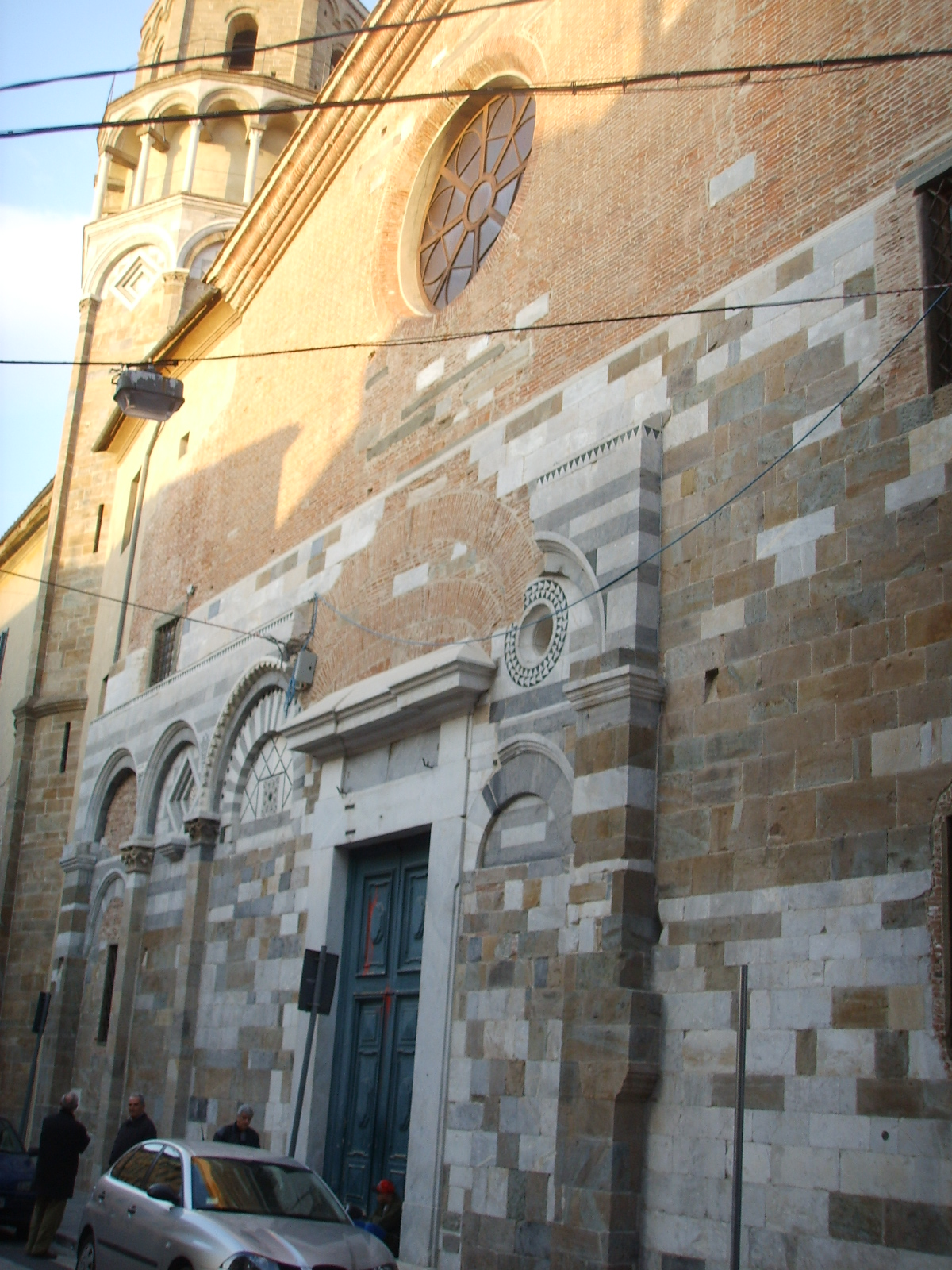
Restos da fachada.

San Nicola é uma igreja em Pisa, Toscana, Itália.

## Igreja
San Nicola é mencionado pela primeira vez, juntamente com o convento anexo, em 1097. Em 1297-1313 os agostinianos o ampliaram, talvez sob projeto de Giovanni Pisano (lado oriental). No século XVII o edifício foi restaurado com a adição de altares e da Capela do Sacramento por Matteo Nigetti (1614).

A fachada apresenta tiras de pilastras, arcos cegos e losangos, e está decorada com intársia do século XII. O interior abriga os painéis da Madona com o Menino (de Matteo Traini, século XIV) e de São Nicolau Salvando Pisa da Peste (século XV), telas de Giovanni Stefano Marucelli e Giovanni Biliverti, um Crucifixo de Giovanni Pisano, uma Madona com Criança de Nino Pisano e Anunciação de Francesco di Valdambrino.

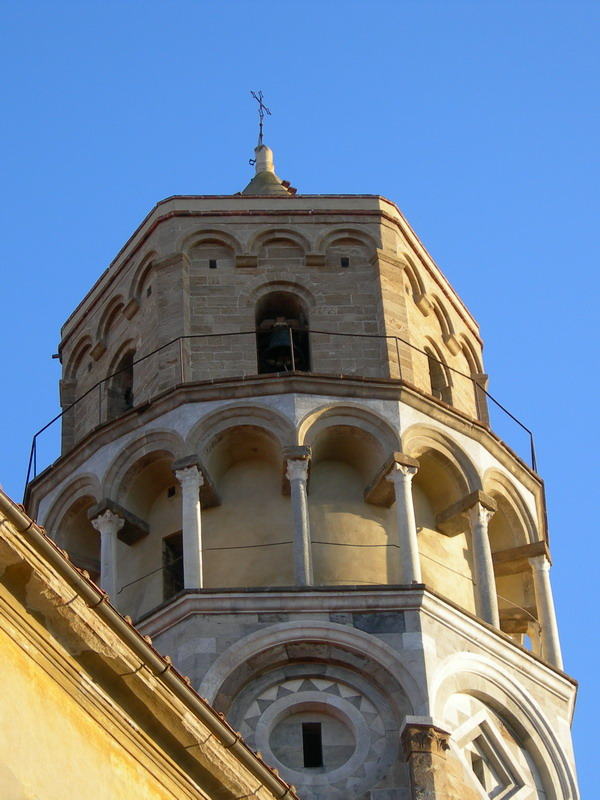
Parte superior da torre do sino.

Uma passagem coberta liga a igreja à Torre De Cantone e, a partir dela, ao Palazzo delle Vedove: foi usado pela dama Medici residente neste último para chegar à igreja sem andar pelas ruas.

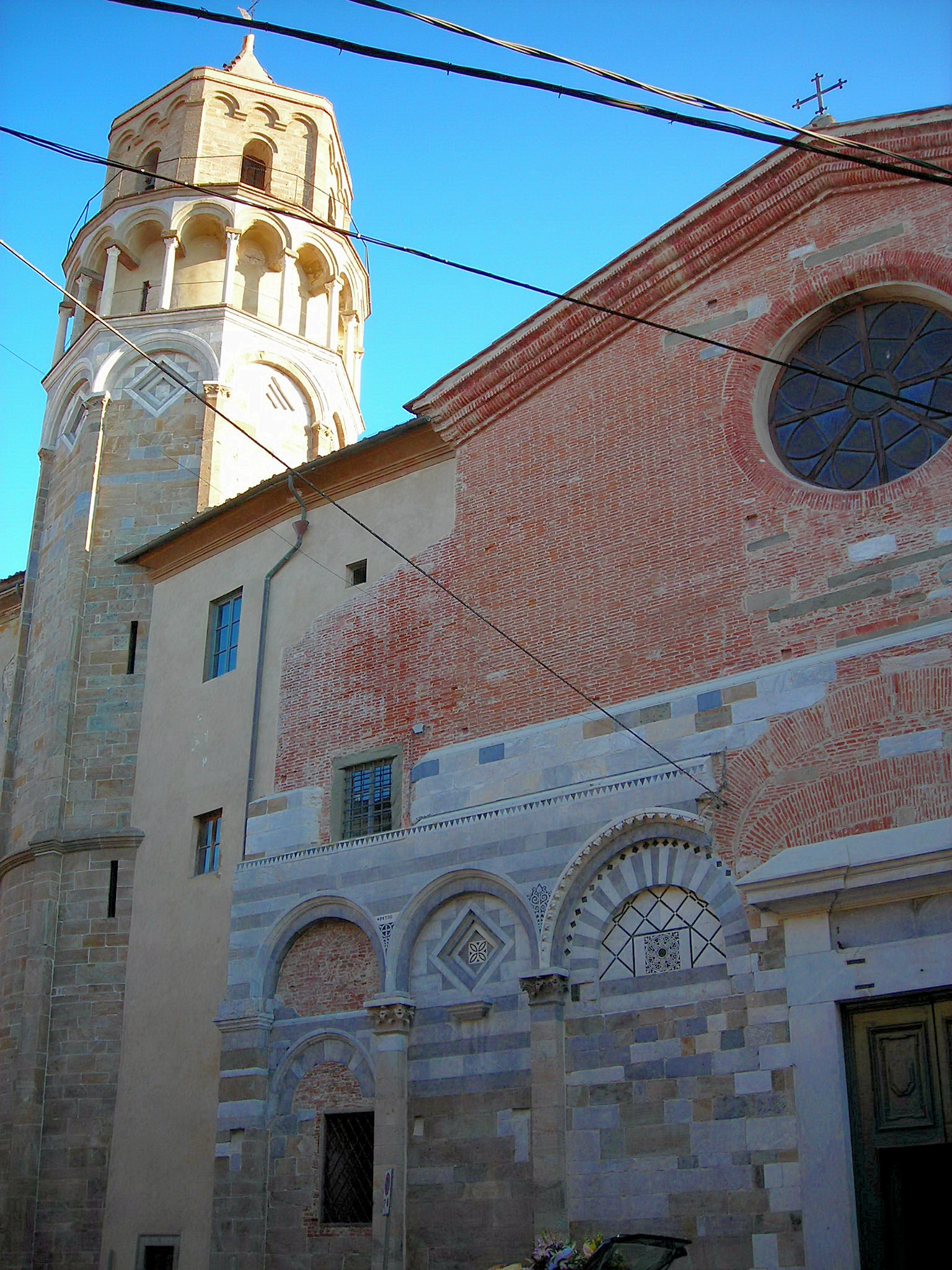
Torre sineira e fachada

## Campanário
A torre sineira octogonal, a segunda mais famosa da cidade depois da Torre Inclinada, data provavelmente de 1170. Não há provas, mas, como no caso do seu outro homólogo mais famoso, o arquiteto parece ser Diotisalv. Originalmente, foi separado dos edifícios próximos. Também está ligeiramente inclinado; a base está abaixo do nível da rua atual.
A parte inferior começa no topo de cada lado com arcos cegos incluindo losangos. O sino tem, pelo contrário, uma boa planta, com uma única janela gradeada de cada lado, e é rodeado por uma galeria com pequenos arcos sustentados por colunas. A cúspide tem uma forma piramidal.
O efeito policromado foi obtido usando pedras de diferentes locais.